# Distrito de Covasna
Covasna es un distrito (județ) de Rumanía con capital en la ciudad de Sfântu Gheorghe. Está ubicado en la región de Transilvania.

## Geografía

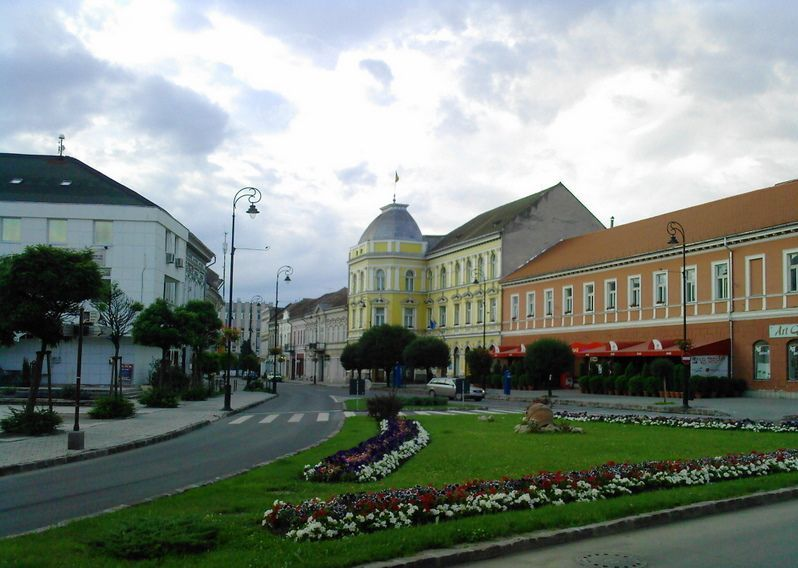
La capital Sf. Gheorghe

Limita con los distritos de Vrancea y Bacău al este, Brașov al oeste, Harghita al norte y Buzău al sur. El distrito tiene una superficie total de 3710 km².
La principal parte del relieve consiste del grupo de los Cárpatos del este. La mayoría de los lugares se encuentran en valles y depresiones localizados a lo largo de los diferentes ríos que cruzan el distrito. El principal río es el Olt, en cuyas orillas se encuentra la ciudad de Sfântu Gheorghe.

## Demografía
En 2002, Covasna tenía una población de 222 449 habitantes con una densidad de población de 60 hab./km².
- Húngaros: 73,79% (164 158 habs.)[1]
- Rumanos: 23,28% (51 790 habs.)
- Gitanos: 2,68% (5973 habs.)

| Año  | N.º habitantes |
| ---- | -------------- |
| 1948 | 157 166        |
| 1956 | 172 509        |
| 1966 | 176 858        |
| 1977 | 199 017        |
| 1992 | 233 256        |
| 2002 | 222 449        |

## Economía
El distrito de Covasna ha sido uno de los distritos preferidos para las inversiones extranjeras, principalmente por los inversionistas húngaros, debido al perfil de la población. 
Las industrias predominantes en el distrito son: 
- Industria maderera.
- Industria textil.
- De componentes eléctricos.
- Industria alimentaria y de bebida.

## Turismo

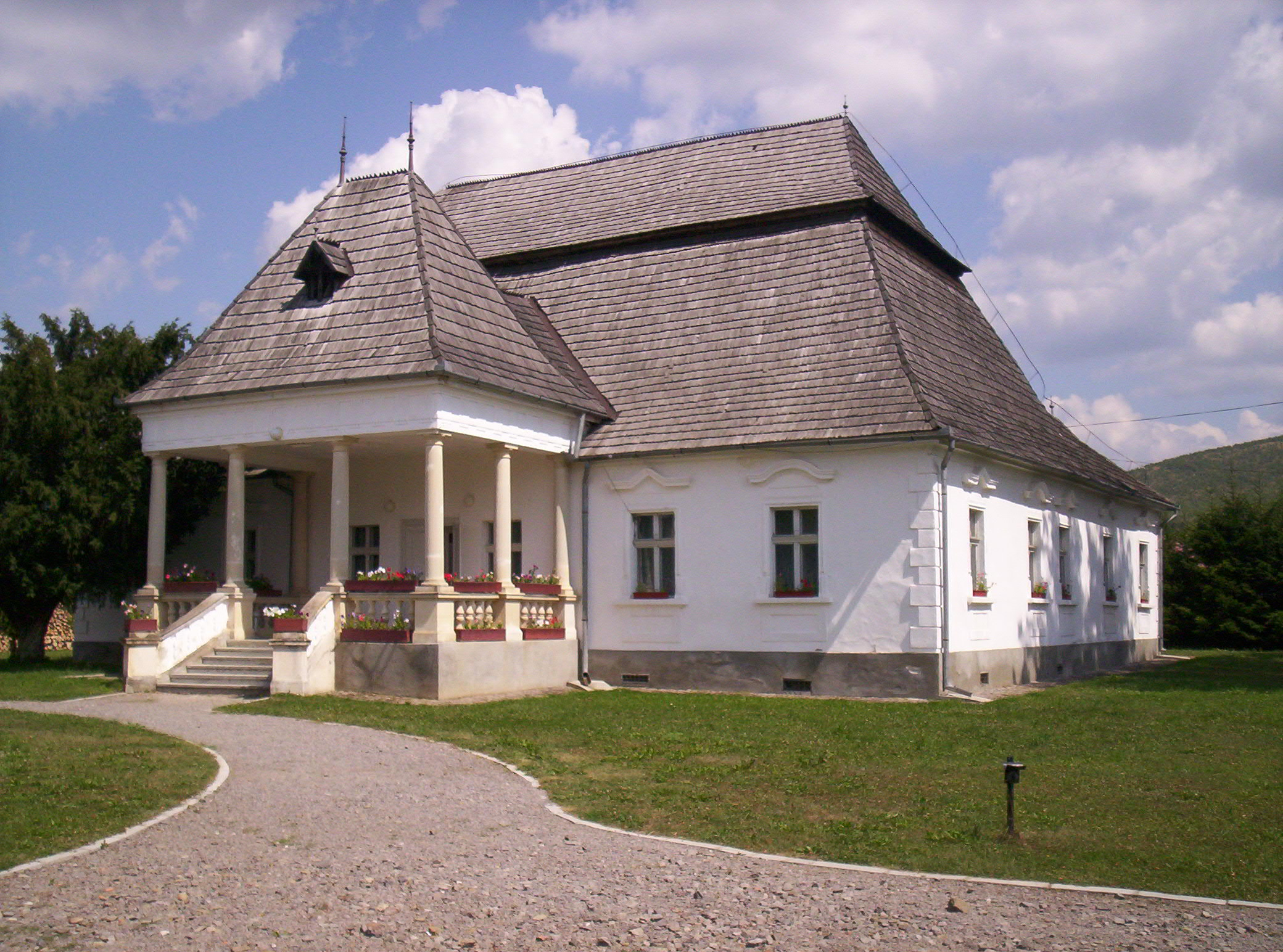
Casa de campo en Zagon

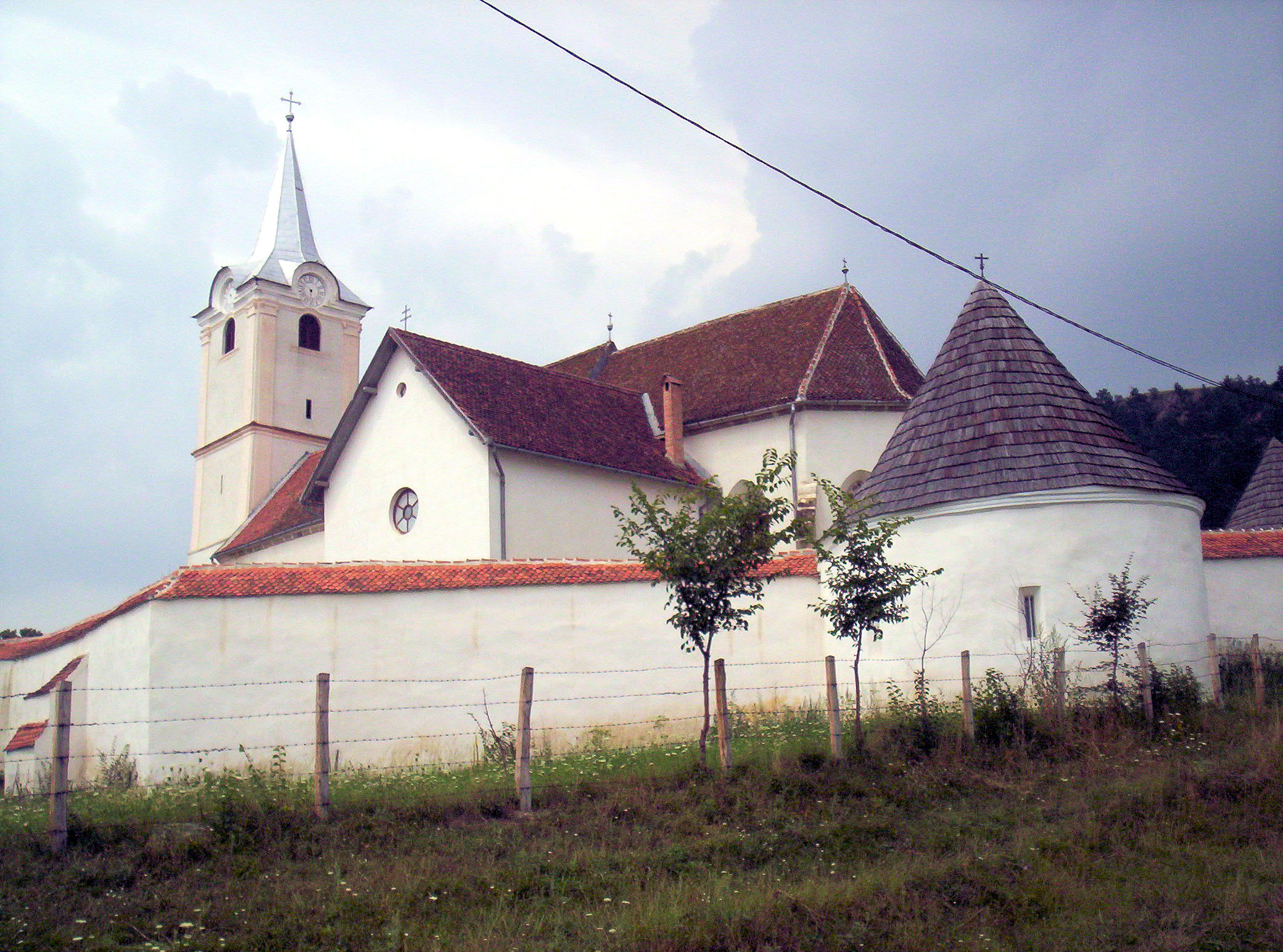
Iglesias fortificadas de Sânzieni

Los principales destinos turísticos del distrito son:
- La ciudad de Sfântu Gheorghe (Sepsiszentgyörgy).
- Las Iglesias fortificadas de Transilvania.
- Los centros turísticos en las montañas colindantes de:
  - Covasna (Kovászva).
  - Balvanyos (Bálványos).
  - Malnaș-Băi (Málnásfürdő).
  - Vâlcele (Előpatak).
  - Șugaș Băi (Sugásfürdő).
  - Baile Fortyogo (Fortyogó).
  - Biborțeni (Bibarcfalva).
  - Ozunca-Bai (Uzonkafürdő).
- Las montañas:
  - Montañas de Baraolt.
  - Montañas de Bodoc.
  - Montañas de Nemira.
  - Montañas de Întorsura Buzaului.

## Divisiones administrativas
El distrito tiene 2 municipios, 3 ciudades y 39 comunas.

### Municipios
- Sfântu Gheorghe (Sepsiszentgyörgy)
- Târgu Secuiesc (Kézdivásárhely)

### Ciudades
- Covasna (Kovászna)
- Baraolt (Barót)
- Întorsura Buzăului (Bozdaforduló)

### Comunas
- Aita Mare
- Arcuș
- Barcani
- Bățani
- Belin
- Bixad
- Bodoc
- Boroșneu Mare
- Brăduț
- Brateș
- Brețcu
- Catalina
- Cernat
- Chichiș
- Comandău
- Dalnic
- Dobârlău
- Ghelința
- Ghidfalău
- Haghig
- Ilieni
- Lemnia
- Malnaș
- Mereni
- Micfalău
- Moacșa
- Ojdula
- Ozun
- Poian
- Reci
- Sânzieni
- Sita Buzăului
- Turia
- Vâlcele
- Valea Crișului
- Valea Mare
- Vârghiș
- Zăbala
- Zagon